# Il sepolcro indiano
Il sepolcro indiano (Das Indische Grabmal) è un film del 1959 diretto da Fritz Lang.
È la seconda parte di un dittico iniziato con La tigre di Eschnapur (Der Tiger von Eschnapur) uscito nel gennaio 1959.

## Trama
Soccorsi da una carovana Harald e Seetha sono curati dagli abitanti di un villaggio. Per incassare la taglia pendente sulle loro teste, uno di loro li tradisce. Avvisati dagli altri fanno in tempo a nascondersi in una grotta sulle colline. Seetha prega la statua di Shiva e una ragnatela apparsa improvvisamente sulla fessura d'ingresso della grotta li protegge dagli inseguitori. Ma Harald, incurante della fede della donna, consuma un frutto offerto alla divinità provocandone la collera. Seetha è fatta prigioniera e lui precipita in un burrone. In realtà non muore ma viene successivamente catturato e rinchiuso nei sotterranei del palazzo.
Irene, la sorella di Berger, e suo marito, non si rassegnano alle notizie fornite dal maragià, secondo il quale Harald è morto nel corso di una caccia alla tigre e, convinti di essere ingannati, cercano di scoprire il luogo dove questi è tenuto prigioniero. Il perfido Ramigani, fratello del marajà, trama un colpo di Stato e lo persuade a perdonare Seetha e a prenderla in moglie, certo che il matrimonio con una mezzosangue (il padre della danzatrice era europeo) scatenerà la ribellione del popolo e dei sacerdoti.
I sacerdoti costringono Seetha a danzare sotto la minaccia di un cobra: Chandra la salva quando il cobra sta per assalirla uccidendo il serpente e prepara le nozze. Ancora innamorata di Harald, la danzatrice nega il consenso, ma viene costretta da Ramigani con il ricatto dell'uccisione dell'architetto che le viene mostrato incatenato sul fondo di un pozzo. Irene incontra Seetha e da lei apprende la sorte del fratello; nell'intento di raggiungerlo cade nell'orribile lebbrosario ed è salvata dal sacrificio del generoso Azagara. Harald riesce ad evadere.
Poco prima della celebrazione delle nozze, le truppe di Ramigani irrompono nel tempio e arrestano Chandra. Ma il generale Dagh, fedele al maragià, che sembrava colpito a morte, riorganizza i suoi e libera Chandra. Ramigani in fuga nei sotterranei del palazzo precipita nella fossa dei coccodrilli ed è sbranato. Chandra, davanti alla sconfitta del suo nemico, comprende che l'odio e la vendetta sono inutili e si ritira in un eremitaggio a servire un anziano prete buddista. I due innamorati e i loro familiari lasciano Eschnapur.

## Produzione
Fritz Lang nel 1957 tornò in Germania per la prima volta dopo l'esilio. Ricevette dal produttore Artur Brauner l'offerta di un remake di Il sepolcro indiano del 1921. Trentasette anni prima aveva già scritto una sceneggiatura su questo soggetto ma assunse la regia del film Joe May col pretesto che era troppo giovane per girare un film simile. Un remake era stato girato nel 1938 da Richard Eichberg.
Le riprese esterne furono girate da ottobre a novembre del 1958 a Udaipur, nello Stato di Rajasthan in India. La lavorazione complessiva durò 89 giorni, di cui 27 in India.

## Distribuzione
La prima del film si svolse il 5 marzo 1959 all'Universum di Stoccarda.
La casa produttrice American International, l'anno successivo all'uscita del film, fuse il film e il suo predecessore La tigre di Eschnapur in un'unica versione di novantacinque minuti, distribuendo negli Stati Uniti e in Gran Bretagna il film così ottenuto col titolo Journey to the Lost City.

## Critica
Il film ebbe un grande successo di pubblico, ma i critici cinematografici tedeschi scrissero recensioni negative. Successivamente il film fu rivalutato anche dalla critica del settore.
Scrive Adriano Aprà: «Quanto a stile visivo, il dittico Der Tiger von Eschnapur – Das indische Grabmal (La tigre di Eschnapur e Il sepolcro indiano) è perfetto: ogni elemento del racconto è espresso mediante un mezzo fisico, secondo una concezione rigorosa del linguaggio filmico. Davvero si potrebbe dire di questo film che non si potrebbe raccontare in un'altra maniera. Si tratta di un saggio esemplare di regia fatto sul materiale di un racconto alla Salgari. La prevenzione che investe il genere impedisce di vederne, di là dal generico “irrealismo” il vero significato, che è quello di riunire in un contesto gli archetipi della poesia umana. È chiaro che il film di avventure parte con intenti commerciali, ma non bisogna escludere che esso possa pervenire a un grado di raffinatezza non supposto».
Scrive Stefano Socci: «Un'altra immersione nell'inconscio langhiano, che stavolta si esprime - già dai titoli di testa - in una stella a sei punte risplendente intorno a un cerchio. Passando da un episodio all'altro questo emblema diventa un labirinto, un disco solare o la grande ragnatela che, provvidenzialmente tessuta da un insetto amico, protegge la fuga degli amanti. Se Der Tiger si basa su una struttura aperta - come materna, sensuale, benevola ci appare la statua della dea - Das Grabmal rivela uno schema chiuso. Solarità, ritmo lento, scenografia sontuosa e decorativa del primo si oppongono a oscurità, dinamismo e spazio stilizzato nel secondo».

### Regia
Lang mostra tutta la sua sensibilità per la strutturazione dello spazio: i personaggi si inseguono attraverso sale, terrazze, corridoi; camminano da una stanza all'altra, attraversano cunicoli, caverne, segrete e antri misteriosi; la macchina da presa è molto mobile e li segue attraverso pesanti porte che si chiudono pesantemente alle loro spalle una dopo l'altra.
Lang non smentisce il suo talento visivo, l'uso magistrale della scenografia, la perfezione formale.

## Sequenze celebri
In questa seconda parte del dittico la sequenza più celebre è rappresentata dalla danza con il cobra. Seetha, in un audace costume molto sensuale, danza nel tempio davanti alla statua della dea e ai sacerdoti, con la costante minaccia di un cobra velenoso pronto ad assalirla. Per sfuggire il morso avvelenato non deve mai smettere di danzare né può distrarsi, ipnoticamente congiunta al suo sguardo di morte. La versione italiana uscita nelle sale in quel periodo non conteneva la sequenza, che era stata censurata.